# Banque de cerveaux Douglas-Bell Canada

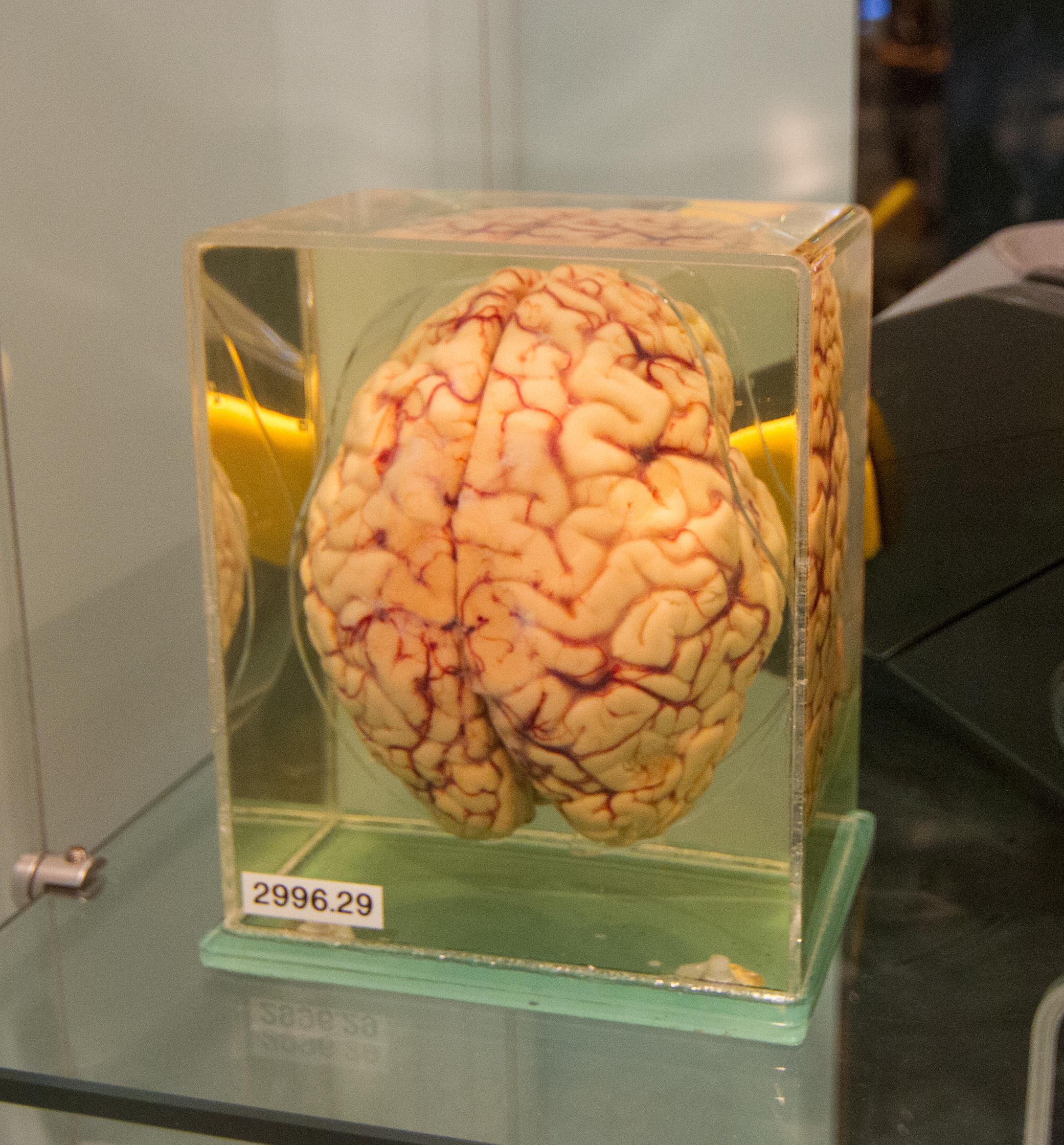
Cerveau humain conservé dans le méthanal (formol).

La Banque de cerveaux Douglas-Bell Canada (en anglais, Douglas-Bell Canada Brain Bank : DBCBB) est un laboratoire de recherche neurologique établi à Montréal, qui recueille des cerveaux humains à des fins de recherche sur les maladies neurodégénératives et les troubles psychiques. Fondée en 1980, elle conserve plus de 3 000 cerveaux en 2015. Elle est rattachée à l'Institut universitaire en santé mentale Douglas, lui-même rattaché à l'université McGill.

## Activités
La banque, établie au 6875, boulevard LaSalle à Montréal, travaille en collaboration avec le Bureau du coroner du Québec. Elle peut ainsi recueillir le cerveau de personnes qui se sont suicidées, le plus souvent de personnes souffrant de troubles psychiques. Elle conserve les cerveaux selon deux méthodes. Une moitié de l'organe est découpée « en tranches épaisses » puis congelée à −80 °C, ce qui permet de maintenir intactes les protéines et les acides nucléiques. L'autre moitié est plongée dans le formol, ce qui préserve l'organisation cellulaire (au contraire de la congélation qui fait éclater les cellules gorgées d'eau). Par la suite, un spécialiste établit la maladie dont a souffert la personne morte. Pour faciliter les travaux de recherche, un dossier médical de la personne décédée doit accompagner chaque don de cerveau.
En 2015, elle conserve plus de 3 000 cerveaux et se targue d'être l'une des plus grosses de son genre au monde. La banque distribue annuellement environ 1 000 échantillons à travers le monde. Son directeur à cette date est Naguib Mechawar, un médecin qui « s'intéresse tout particulièrement aux régions limbiques du cerveau » et également professeur au Département de psychiatrie de l'université McGill.
La Banque reçoit une aide financière de la société Bell Canada, d'institutions médicales et d'instituts de recherche canadiens.
En juin 2015, la revue Molecular Psychiatry publie un article de l'équipe de Naguib Mechawar qui avance que les astrocytes des personnes dépressives présentent des caractéristiques différentes des autres personnes. De plus, leur cerveau serait le siège d'une « neuroinflammation »,,.